# Бишофбергер, Марк
Марк Бишофбе́ргер (нем. Marc Bischofberger; род. 26 января 1991) — швейцарский фристайлист, специализирующийся в дисциплине ски-кросс. Призёр Олимпийских игр, победитель и призёр этапов Кубка мира.

## Карьера
Изначально Марк Бишофбергер занимался горнолыжным спортом. С 2006 по 2010 активно выступал на международных стартах под эгидой FIS, но выше восьмого места не поднимался.
В 2010 году перешёл во фристайл и начал выступать в ски-кроссе. В январе 2012 года дебютировал в Кубке Европы, а в марте следующего года впервые вышел на старт этапа Кубка мира. Свою первую гонку в шведском Оре Бишофбергер завершил на 39-й позиции. Первые кубковые очки завоевал в декабре 2013 года на этапе в канадской Накиске, финишировав там на 16-м месте.
Первый подиум и первую победу швейцарец завоевал в начале 2015 года на этапе во французском Валь Торансе. В том же году дебютировал на чемпионате мира, показав в австрийском Крайшберге 16-й результат. Два года спустя на первенстве в Сьерра-Неваде замкнул десятку лучших.
В олимпийском сезоне 2017/18 Бишофбергер выиграл общий зачёт многодневного турнира Cross Alps Tour и в качестве лидера зачёта ски-кросса подошёл к Олимпийским играм. В рамках олимпийского старта швейцарец был девятым в квалификации, выиграл свою гонку 1/8 финала, а в остальных своих гонках занимал вторые места, проигрывая канадцу Брэди Леману. В финальном заезде Бишофбергер смог избежать массового завала и финишировал вторым, завоевал серебряную медаль Олимпийских игр.